# Thyretes signivenis
Thyretes signivenis là một loài bướm đêm thuộc phân họ Arctiinae, họ Erebidae.